# Foy Draper
Foy Draper  (ur. 26 listopada 1913 w Georgetown, w stanie Teksas, zm. 1 lutego 1943 koło Al-Kasrajn w Tunezji) – amerykański lekkoatleta sprinter, mistrz olimpijski, później pilot wojskowy poległy podczas II wojny światowej.
Jako student University of Southern California zdobył akademickie mistrzostwo Stanów Zjednoczonych (IC4A) w biegu na 220 jardów w 1935.
Na igrzyskach olimpijskich w 1936 w Berlinie startował w sztafecie 4 × 100 metrów w której wywalczył złoty medal. Sztafeta biegła w składzie Jesse Owens, Ralph Metcalfe, Draper i Frank Wykoff. W finale ustanowiła nowy rekord świata wynikiem 39,8 s.
Podczas II wojny światowej był pilotem bombowca A-20 Havoc. Podczas bitwy na przełęczy Kasserine 4 stycznia 1943 roku wystartował do lotu bojowego, z którego nie powrócił. Ciał Drapera i dwóch członków jego załogi nie odnaleziono. Za datę śmierci przyjmuje się zwykle 1 lutego 1943.